# Final da Copa Libertadores da América de 2019
A final da Copa Libertadores da América de 2019 foi a 60.ª final desta competição, organizada anualmente pela Confederação Sul-Americana de Futebol (CONMEBOL). Foi vencida pela equipe brasileira do Flamengo, que sagrou-se campeã pelo placar de 2–1 sobre a equipe argentina do River Plate.
Foi a décima quinta vez que um clube do Brasil e um da Argentina se enfrentaram em uma final de Copa Libertadores. Até então, a vantagem era dos clubes argentinos que haviam vencido nove dessas quinze decisões, com os brasileiros levando vantagem em cinco. Em campo neutro, foram quatro destes 15 confrontos, com vantagem argentina por 3 a 1.
Pela primeira vez na história, foi disputada em jogo único no dia 23 de novembro de 2019. Estava originalmente previsto para ocorrer no Estádio Nacional, em Santiago, no Chile, mas devido às manifestações no país, a partida foi transferida para o Estádio Monumental, em Lima, no Peru. Dentre os artistas convidados para cantar no show de abertura da final estavam Anitta, Sebastián Yatra e TINI.
O Flamengo saiu-se vencedor pela segunda vez na história, exatos 38 anos após a conquista de 1981. Como vencedor,  garantiu o direito de participar do Mundial de Clubes de 2019, no Catar, além do direito de disputar a Recopa Sul-Americana de 2020 contra o Independiente del Valle, do Equador, campeão da Copa Sul-Americana de 2019. Com a conquista do título continental, o técnico da equipe, Jorge Jesus, tornou-se o segundo técnico europeu campeão da competição, sendo o primeiro português.
Uma foto tirada logo após o segundo gol do Flamengo, flagrando a comemoração da torcida, foi destaque em prêmio de melhor imagem do ano pela World Press Photo Foundation.

## Escolha do local
Em 2017, a CONMEBOL propôs que a final da Copa Libertadores fosse disputada em uma única partida, em vez de uma disputa de ida e volta. Assim, em 23 de fevereiro de 2018, a entidade máxima do futebol sul-americano confirmou que, a partir da edição de 2019, a final seria disputada em um único local previamente escolhido. Em 11 de junho de 2018, após a reunião do Conselho em Moscou, a confederação confirmou que a final iria ser jogada em 23 de novembro.
Com o processo seletivo aberto, três cidades se candidataram para receber a disputa: Santiago, no Chile, Lima, no Peru, e Montevidéu, no Uruguai. Contudo, pouco antes da decisão, Montevidéu retirou sua candidatura.
Com apenas Santiago e Lima na disputa, a CONMEBOL realizou verificações nos dois estádios e em 14 de agosto de 2018 definiu o Estádio Nacional de Chile, em Santiago, como sede da final da Libertadores e o Estádio Nacional do Peru, em Lima, como sede da final da Copa Sul-Americana, com esta última sendo movida para Assunção em maio de 2019, e a primeira movida para o Estádio Monumental, em Lima, devido às grandes ondas de protestos contra o atual presidente do Chile, Sebastián Piñera.

## Antecedentes
Foi a primeira vez que Flamengo e River Plate se enfrentaram em uma final de Libertadores, mas eles já foram finalistas do torneio em outras ocasiões. O Flamengo chegou a final em 1981, na qual ganhou o título. Já os argentinos alcançaram a decisão em seis chances anteriores, saindo com o título em 1986, 1996, 2015 e 2018.
| Equipe      | Aparições em finais anteriores (negrito indica vencedores) |
| ----------- | ---------------------------------------------------------- |
| Flamengo    | 1 (1981)                                                   |
| River Plate | 6 (1966, 1976, 1986, 1996, 2015, 2018)                     |

### Caminhos até à final
| Pos. | Equipe    | Pts | J | V | E | D | GP | GC | SG  |
| ---- | --------- | --- | - | - | - | - | -- | -- | --- |
| 1    | Flamengo  | 10  | 6 | 3 | 1 | 2 | 11 | 5  | +6  |
| 2    | LDU Quito | 10  | 6 | 3 | 1 | 2 | 12 | 8  | +4  |
| 3    | Peñarol   | 10  | 6 | 3 | 1 | 2 | 7  | 5  | +2  |
| 4    | San José  | 4   | 6 | 1 | 1 | 4 | 7  | 19 | –12 |

| Pos. | Equipe        | Pts | J | V | E | D | GP | GC | SG  |
| ---- | ------------- | --- | - | - | - | - | -- | -- | --- |
| 1    | Internacional | 14  | 6 | 4 | 2 | 0 | 11 | 6  | +5  |
| 2    | River Plate   | 10  | 6 | 2 | 4 | 0 | 10 | 5  | +5  |
| 3    | Palestino     | 7   | 6 | 2 | 1 | 3 | 7  | 7  | 0   |
| 4    | Alianza Lima  | 1   | 6 | 0 | 1 | 5 | 2  | 12 | –10 |

Legenda: (C) casa; (F) fora

## A partida
O River Plate iniciou o jogo em uma formação 2–3–3–2, o que permitiu ao seu meio-campo dominar boa parte da partida. Esse esquema conquistou uma vantagem inicial, quando o colombiano Rafael Santos Borré marcou aos 14 minutos, após um cruzamento de Ignacio Fernández. A equipe argentina teve inúmeras chances de marcar um segundo gol ainda no primeiro tempo: Borré perdeu uma oportunidade por centímetros, Nicolás De La Cruz perdeu uma boa chance aos 21 minutos, e Exequiel Palacios teve dois chutes de longa distância que quase entraram. Completamente dominado pelas ações defensivas do River Plate, a equipe carioca só conseguiu dar um chute a gol no primeiro tempo. Assim, ao final dos primeiros 45 minutos, o placar permaneceu 1–0.
O segundo tempo continuou com domínio do River Plate. No entanto, o Flamengo começou a se afirmar no contra-ataque, com Gabriel e Éverton Ribeiro quase marcando enquanto Borré estava lesionado. A partida começou a mudar de figura após a entrada de Diego, que substituiu Gerson aos 66 minutos. Diego passou a ser a melhor opção para o Flamengo atacar. Todos os ataques passavam por ele, que escolhia entre voltar para a defesa, ou acelerar o jogo. O Flamengo foi assim, aos poucos, ganhando terreno. O placar, porém, permaneceu inalterado até os 43 minutos do segundo tempo, quando Diego e Giorgian De Arrascaeta interceptaram um passe de Lucas Pratto, com o uruguaio iniciado um contra-ataque, que passou ainda por Bruno Henrique, que devolveu a Arrascaeta já dentro da área chutar cruzado para Gabigol empatar o placar.
Três minutos depois, Diego fez um lançamento em profundidade para Gabigol, que disputou a bola com os dois zagueiros do River Plate, que bateram cabeça, e a bola sobrou a feição para o atacante colocar a equipe carioca em vantagem no placar.
Dois minutos após o gol, Palacios chutou Bruno Henrique e recebeu um cartão vermelho. Ainda no minuto 95, Gabriel fez gestos obscenos para a torcida e para o banco adversário, e também foi expulso. A partida terminou pouco depois, com o Flamengo sagrando-se campeão numa virada em três minutos para conquistar seu segundo título da Copa Libertadores.
Pela forma dramática como o Flamengo conseguiu chegar a vitória, este jogo foi chamado por alguns jornalistas e veículos da imprensa como "milagre" e "milagre de Jesus", em alusão ao sobrenome do técnico português Jorge Jesus. Alguns também compararam a partida com a final da Liga dos Campeões da UEFA em 1999, por conta dos dois gols da virada do Manchester United contra o Bayern de Munique que saíram depois dos 90 minutos.

### Ficha técnica
| 23 de novembro | Flamengo           | 2 – 1     | River Plate | Estádio Monumental, Lima |
| 15:00 (UTC−5)  | Gabriel 89', 90+2' | Relatório | Borré 14'   | Público: 78 573          |

| 0 | Flamengo | River Plate | 0 |

| G            | 1  | Diego Alves            |             |       |
| LD           | 18 | Rafinha                | 80'         |       |
| Z            | 3  | Rodrigo Caio           |             |       |
| Z            | 24 | Pablo Marí             | 54'         |       |
| LE           | 21 | Filipe Luís            |             |       |
| M            | 5  | Willian Arão           |             | 86'   |
| M            | 15 | Gerson                 |             | 66'   |
| M            | 14 | Giorgian De Arrascaeta |             | 90+4' |
| A            | 7  | Éverton Ribeiro        |             |       |
| A            | 27 | Bruno Henrique         |             |       |
| A            | 9  | Gabriel                | 90+3' 90+5' |       |
| Substitutos: |    |                        |             |       |
| G            | 12 | César                  |             |       |
| LD           | 2  | Rodinei                |             |       |
| Z            | 4  | Rhodolfo               |             |       |
| Z            | 26 | Matheus Thuler         |             |       |
| LE           | 6  | Renê                   |             |       |
| M            | 10 | Diego                  |             | 66'   |
| M            | 13 | Vinícius Souza         |             |       |
| M            | 19 | Reinier                |             |       |
| M            | 25 | Piris da Motta         |             | 90+4' |
| A            | 11 | Vitinho                |             | 86'   |
| A            | 20 | Lincoln                |             |       |
| A            | 28 | Orlando Berrío         |             |       |
| Treinador:   |    |                        |             |       |
| Jorge Jesus  |    |                        |             |       |

| G                | 1  | Franco Armani         |       |     |
| LE               | 29 | Gonzalo Montiel       |       |     |
| Z                | 28 | Lucas Martínez Quarta |       |     |
| Z                | 22 | Javier Pinola         | 7'    |     |
| LD               | 20 | Milton Casco          | 30'   | 77' |
| M                | 24 | Enzo Pérez            | 71'   |     |
| M                | 26 | Ignacio Fernández     |       | 69' |
| M                | 15 | Exequiel Palacios     | 90+5' |     |
| M                | 11 | Nicolás de la Cruz    |       |     |
| A                | 19 | Rafael Santos Borré   |       | 75' |
| A                | 7  | Matías Suárez         | 45+2' |     |
| Substitutos:     |    |                       |       |     |
| G                | 14 | Germán Lux            |       |     |
| G                | 25 | Enrique Bologna       |       |     |
| Z                | 2  | Robert Rojas          |       |     |
| LE               | 4  | Fabrizio Angileri     |       |     |
| Z                | 6  | Paulo Díaz            |       | 77' |
| M                | 5  | Bruno Zuculini        |       |     |
| M                | 10 | Juan Quintero         |       |     |
| M                | 21 | Cristian Ferreira     |       |     |
| M                | 23 | Leonardo Ponzio       |       |     |
| A                | 9  | Julián Álvarez        |       | 69' |
| A                | 27 | Lucas Pratto          |       | 75' |
| A                | 30 | Ignacio Scocco        |       |     |
| Treinador:       |    |                       |       |     |
| Marcelo Gallardo |    |                       |       |     |

| Homem do jogo: Gabriel Árbitros assistentes: CHI Christian Schiemann CHI Claudio Ríos Quarto árbitro: COL Andrés Rojas Árbitro de vídeo: URU Esteban Ostojich Árbitro assistente de vídeo 1: CHI Piero Maza Árbitro assistente de vídeo 2: COL Alexander Guzmán Árbitro assistente de vídeo 3: PER Víctor Carrillo | Regulamento: - 90 minutos - 30 minutos de prorrogação caso haja empate no tempo normal - Persistindo o empate, o vencedor será decidido na disputa por pênaltis - Doze jogadores substitutos - Máximo de três substituições, com uma quarta sendo permitida em caso de prorrogação |